# Bursera graveolens
A Bursera graveolens, conhecida em espanhol como Palo Santo ou em português como Pau Santo, é uma árvore silvestre nativa da Península de Iucatã até ao Peru e à Venezuela.
A Bursera graveolens é encontrada nas florestas tropicais sazonalmente secas do Peru, Venezuela, Colômbia, Equador, Panamá, Costa Rica, Nicarágua, Honduras, Guatemala e El Salvador, e nas Ilhas Galápagos. A árvore pertence à mesma família (Burseraceae) que o incenso e a mirra. É muito utilizada em rituais de purificação e como medicina popular para dores de estômago, como sudorífico e como linimento para o reumatismo. O cerne envelhecido é rico em terpenos como o limoneno e o α-terpineol.

## Conservação
Em 2006, o governo do Peru classificou a Bursera graveolens como "Em Perigo Crítico" ao abrigo do Decreto 043-2006-AG, proibindo o corte de árvores vivas e permitindo apenas a recolha de árvores naturalmente caídas ou mortas. No entanto, em 2014, foi retirada da lista de espécies protegidas do SERFOR (Serviço Nacional de Florestas e Fauna).
O abate ilegal de árvores é uma ocorrência regular no noroeste do Peru devido à elevada procura. Em 2010, a União Internacional para a Conservação da Natureza (IUCN) classificou o estado de conservação da Bursera graveolens como "estável".
No Equador existem programas de reflorestação da árvore de Pau Santo. Para reflorestar, utiliza-se o método de transplante, que consiste em determinar uma área da floresta com superpopulação da mesma espécie para extrair as árvores que estão muito próximas umas das outras e transferi-las para uma área da floresta onde não há árvores, para que possam continuar o seu desenvolvimento natural. Desta forma, o espaço que resta quando as árvores são extraídas será utilizado por outras espécies nativas da floresta seca.

## Usos

### Usos etnobotânicos
A utilização do Pau Santo de B. graveolens é tradicional na América do Sul, especialmente no Peru e no Equador. De acordo com os costumes locais, é utilizado contra a "mala energía" (má energia) que pode por vezes referir-se a doenças clínicas. A sua utilização remonta, segundo consta, à era Inca. Atualmente, o pau santo é comum como um tipo de incenso, que liberta um aroma que lembra maçãs assadas ou açúcar queimado.
O óleo de pau santo foi utilizado durante o tempo dos Incas pelas suas reputadas propriedades de purificação espiritual. Atualmente, o óleo de pau santo pode ser aplicado no corpo (por exemplo, na base do crânio ou na coluna vertebral) para aumentar o relaxamento, à semelhança da aromaterapia.
O pau santo pode ser queimado, à semelhança do incenso, acendendo-se aparas de madeira de pau santo. No Peru, um xamã, ou curandeiro, acende as varas de pau santo e o fumo que sai entra no "campo energético" dos participantes no ritual para "limpar o infortúnio, os pensamentos negativos e os ''espíritos malignos''. Os peruanos colhem ramos e galhos caídos da árvore B. graveolens, uma prática que é regulamentada pelo governo do Peru, de modo que as árvores não são cortadas para a colheita de madeira. O carvão dos paus de palo santo também pode ser utilizado para rituais de limpeza. Os estúdios de ioga e os praticantes de feitiçaria utilizam esta substância.

### Bebidas
A madeira de Pau Santo tem sido utilizada no envelhecimento de algumas cervejas, quer como barris, quer simplesmente como aparas de madeira. As cervejas mais fortes e mais escuras são o estilo preferido para a madeira complementar.
A madeira de pau santo também tem sido utilizada em barris de uísque. No Equador, bebe-se chá de pau santo.